# Adalbert II. Toskánský
Adalbert II. Toskánský (známý též jako Adalbert II. Bohatý či Adalbert II. z rodu Bonifácovců; narozen v 9. století?, zemřel 10. či 19. září 915) byl toskánský markrabě z rodu Bonifácovců. Po smrti svého otce Adalberta I. v roce 884 převzal vládu nad Toskánskem. Zpočátku podporoval nároky Guida III. ze Spoleta na italský trůn, později soupeřil s Berengarem I. o italskou korunu. Přestože v boji o královský titul neuspěl, dokázal udržet relativní nezávislost Toskánska, čímž ztížil Berengarovi cestu k císařské korunovaci.
Jeho sňatek s Bertou Lotrinskou, dcerou krále Lothara II. Lotrinského, mu zajistil významné příbuzenské vazby napříč evropskou aristokracií. Z manželství vzešly tři známé děti: Guido, Lambert a Ermengard.

## Rodina
- Manželka: Berta Lotrinská (dcera krále Lothara II. Lotrinského)
- Děti: 
  - Guido Toskánský
  - Lambert Toskánský
  - Ermengard Toskánský